# Eduard Heine
Heinrich Eduard Heine (Berlin, 1821. március 16. – Halle, 1881. október 21.) német matematikus, a róla elnevezett Heine-tétel, illetve a róla és Émile Borelről elnevezett Heine–Borel-tétel névadója.

## Pályafutása
Eduard Heine Karl Heinrich Heine berlini bankár és felesége, Henriette Märtens fia. Berlinben járt gimnáziumba, majd Göttingenben, Berlinben és Königsbergben tanult matematikát (valamint fizikát, kémiát, ásványtant, filozófiát és régészetet). 1842-ben Berlinben doktorált. Disszertációjában bevezette a másodfajú gömbfüggvényeket. Ezután Bonnban dolgozott, ahol 1844-ben habilitált, 1848-ban professzori kinevezést kapott. 1856-tól Halléban töltött be professzori állást. Elsősorban a potenciálelmélet, a függvényelmélet és a parciális differenciálegyenletek területén dolgozott. Foglalkozott a Legendre-polinomokkal, Lamé-függvényekkel, Bessel-függvényekkel, a végtelen sorokkal, a lánctörtekkel és elliptikus függvényekkel.
1863-ban felvették a Porosz Tudományos Akadémia levelező tagjává. 1865-től a Göttingeni Tudományos Akadémia levelező, 1878-tól pedig külső tagja volt. 1865-ban a Göttingeni Tudományos Akadémia rendes tagja lett.
Sírja a hallei városi temetőben található. Egykori hallei otthona a luisenstraßei Villa Heine, amely klasszicista stílusban épült, és ma műemlékvédelem alatt áll.
Róla nevezték el folytonos függvényekre vonatkozó tételét, amely kimondja, hogy minden folytonos függvény egyenletesen folytonos egy kompakt halmazon. A Heine–Borel-tételt róla és Émile Borelről nevezték el. Heine Fourier-sorokkal kapcsolatos munkája kiindulópontja volt Georg Cantor vizsgálatainak, amelyek a halmazelmélet kidolgozásához vezettek.
Eduard Heine húga, Albertine Paul Mendelssohn-Bartholdyhoz, Felix Mendelssohn Bartholdy testvéréhez ment feleségül. Anselma Heine írónő Eduard Heine lánya volt.

## Fordítás
- Ez a szócikk részben vagy egészben  az   Eduard Heine című német Wikipédia-szócikk fordításán alapul.  Az eredeti cikk szerkesztőit annak laptörténete sorolja fel. Ez a jelzés csupán a megfogalmazás eredetét és a szerzői jogokat jelzi, nem szolgál a cikkben szereplő információk forrásmegjelöléseként.